# Wak Chan K'awiil
Wak Chan K’awiil était un souverain (k'uhul ajaw en maya ou divin seigneur) de la cité maya de Tikal au VIe siècle. Ce titre de K’uhul ajaw était réservé aux royaumes dotés d'un glyphe-emblème. La fin catastrophique de son règne marque le début d'une période de déclin (souvent appelée « hiatus ») pour Tikal.

## Sources
Nos sources à propos de Wak Chan K'awiil sont fort pauvres. Nous disposons de la Stèle 17 de Tikal érigée lors de son vivant, de deux monuments de Caracol, la Stèle 6 et l'Autel 21, ainsi que de quelques plats en céramique. Les principales inscriptions, celles de la Stèle 17 et de l'Autel 21, sont fort endommagées et leur lecture est délicate.

## Sobriquet
Avant que les progrès de l'épigraphie maya ne permettent de déchiffrer son nom, les archéologues l'avaient affublé du sobriquet «Double oiseau» («Double Bird») à cause de deux glyphes ayant une forme d'oiseau figurant à l'arrière de la Stèle 17, le seul monument connu de Tikal datant du règne de Wak Chan K'awiil. 

## Histoire de Wak Chan K'awiil dans son contexte

### Prologue
Le VIe siècle avait mal débuté pour Tikal. Une inscription provenant de la cité de Tonina nous apprend que le roi Chak Tok Ich'aak II était mort en 508, sans laisser d'héritier mâle en âge de lui succéder. En 511 une fillette âgée de six ans, connue sous le nom de Dame de Tikal, en qui les auteurs s'accordent à voir la fille de Chak Tok Ich'aak II, fut élevée au rang d'ajaw. Chak tok Ich'aak II avait bien un fils, Wak Chan K'awiil, mais, né en 508, l'année de la mort de son père, il n'était donc pas en position de lui succéder. L'accession de la Dame de Tikal en 511 semble la seule solution trouvée pour assurer la continuité dynastique.

### Son règne
Le début du règne de Wak Chan K'awiil nous est connu par la Stèle 17, érigée en 557 pour célébrer la fin d'un katun : en 537, il  revint dans la cité de Tikal d'un long séjour à l'étranger, peut-être en exil. Son règne va ouvrir l’une des périodes les plus sombres de l’histoire de Tikal. 
Les monuments de Tikal sont silencieux sur la suite de son règne. Pour en savoir plus, les épigraphistes ont dû se tourner vers la Stèle 6 et l'Autel 21 de la cité de Caracol. Bien qu'endommagés, ces monuments nous apprennent qu'en 553 Wak Chan K'awiil supervisa l'accession au trône de Te' K'inich II, le nouveau roi de Caracol. La mention de cet événement illustre un des mécanismes fondamentaux des relations entre États mayas à l'Époque classique : la relation patron-client. Au VIe siècle, les deux États les plus puissants des Basses-Terres du sud étaient Tikal et sa rivale Calakmul. De nombreuses autres cités gravitaient dans leur orbite. Ces relations étaient lâches et fluctuantes, comme l'illustre l'histoire de Wak Chan K'awiil. L'Autel 21 nous apprend qu'en 556, ce dernier attaqua (ch'ak en maya) Caracol, sans que l'inscription mentionne pourquoi. En 563, toujours selon la même inscription, Tikal fut à son tour victime d'une attaque, indiquée par le glyphe de la « guerre des étoiles ». La date fut choisie en fonction du calendrier maya à laquelle Vénus, la planète de la guerre, semble s'immobiliser dans le ciel nocturne, moment propice pour les opérations militaires. Jadis on pensait que l'agresseur était Caracol, qui avait pris sa revanche. Après un réexamen de l'inscription, les spécialistes inclinent à penser que le glyphe difficilement lisible indiquant le nom du vainqueur correspond à Témoin du ciel, souverain de Calakmul. L'inscription fait également mention d'un événement impliquant le souverain de Tikal le même jour. Il est probable qu'il s'agit de Wak Chan k'awiil, capturé et sacrifié par les vainqueurs. Quoi qu'il en soit, celui-ci disparaît ensuite complètement de la scène.

### Conclusion
Le fait qu'on ne construisit plus aucune stèle ou édifice important à Tikal durant les 130 années qui suivirent témoigne de l'abaissement du royaume. En 695, le nouveau souverain de Tikal, Jasaw Chan K’awiil infligea une défaite cinglante à Calakmul et brisa l'encerclement dont elle faisait l'objet. La cité connut une période de renouveau et se lança dans des programmes de construction dont les réalisations peuvent encore être admirées actuellement. Les temps avaient cependant changé. Le nombre de royaumes mayas s'était multipié et plus aucun ne put prétendre à l'hégémonie jusqu'à l'écroulement du système des k'uhul ajaw dans les Basses-Terres du sud au IXe siècle.